# Andrés Celis
Andrés Celis Montt (Viña del Mar, 8 de abril de 1975) es un egresado de derecho y político chileno, miembro de Renovación Nacional (RN). Fue concejal por la comuna de Viña del Mar durante cuatro periodos consecutivos, desde 2000 hasta 2016. En noviembre de 2017 fue elegido como diputado de la República para el período 2018-2022 en representación del distrito n° 7 de la región de Valparaíso. Ha sido reeelecto diputado para el período 2022-2026.

## Biografía

### Familia y estudios
Nacido en Viña del Mar, es hijo del político Raúl Celis Cornejo, quién fuera intendente de la Región de Valparaíso, regidor, alcalde de Viña del Mar y rector de la Universidad de Valparaíso y de Cecilia Montt Pascal, es el séptimo hermano de un total de ocho, siendo su hermano mayor, Raúl Celis Montt, exintendente de la Región de Valparaíso en el período 2010-2014. Es también bisnieto del exdiputado y exsenador radical Víctor R. Celis Maturana.
Realizó sus estudios de enseñanza básica y media en el Colegio de los Padres Franceses de Viña del Mar. Posteriormente ingresó a la Escuela de Derecho de la Universidad Adolfo Ibáñez (UAI), de la cual egresó en 1999. Su memoria profesional está basada en el tema; Cuestiones Fundamentales sobre los partidos políticos.
Realizó su práctica profesional en el Servicio Nacional de Menores (Sename), donde le correspondió actuar como defensor de menores procesados.

## Trayectoria política

### Inicios
Inició su trayectoria política en su colegio, los Padres Franceses de Viña del Mar. Posteriormente fue presidente del Centro de Estudiantes de la Escuela de Derecho de la Universidad Adolfo Ibáñez.
Ingresó a los 18 años al partido Renovación Nacional (RN), en el que ha militado toda su carrera política.

### Concejal
En las elecciones municipales de 2000, fue electo por primera vez como concejal de la Municipalidad de Viña del Mar, al obtener 2.631 votos, equivalentes al 1,91% de los sufragios, cargo que ocupó por cuatro períodos consecutivos, hasta el 2016. En su gestión como concejal, formó parte, entre otras, de la Comisión Organizadora del Festival Internacional de la Canción de Viña del Mar, de la Comisión de Seguridad Ciudadana y Fiscalización y Obras y Borde Costero.
El 18 de noviembre de 2016, presentó su renuncia al Concejo municipal de Viña del Mar, del cual formaba parte, para postular a la Cámara de Diputados.

### Diputado
En agosto de 2017, inscribió su candidatura a la Cámara de Diputados por el distrito N.° 7, que comprende las comunas de Valparaíso, Juan Fernández, Isla de Pascua, Viña del Mar, Concón, San Antonio, Santo Domingo, Cartagena, El Tabo, El Quisco, Algarrobo y Casablanca, dentro del pacto Chile Vamos y en representación de RN, para las elecciones parlamentarias del 19 de noviembre del mismo año, siendo electo en diputado de la República, con 21.285 votos, correspondientes al 6,61% de los sufragios.
Asumió el cargo el 11 de marzo de 2018 y, pasó a integrar las comisiones permanentes de Salud; Derechos Humanos y Pueblos Originarios; Cultura y de las Artes; y Deportes y Recreación. Asimismo, integró la Comisión Permanente de Ciencias y Tecnología.
Formó parte de las Comisiones Especiales Investigadoras sobre: Actos del Gobierno relativos al sistema de créditos para el financiamiento de educación superior; Eventual fraude en la ANFP y efectos sobre organizaciones deportivas profesionales; Actos de Gobierno sobre denegación y concesión de pensiones de invalidez y sobrevivencia; Eventuales irregularidades en la reducción artificial de listas de espera; Actuación de administración del Estado en contratos de directivos de TVN; y actuación del Ministerio de Salud en relación con crisis por tratamiento del VIH/Sida entre 2010-2018. Forma parte del Comité parlamentario de RN.

#### Polémicas
En julio de 2020, Celis acusó de cohecho a su compañero de partido, Diego Schalper, en base a la discusión del retiro del 10% de los fondos de pensiones, derivado de la crisis económica acaecida dentro del contexto de la pandemia de COVID-19 en Chile. Debido a su denuncia, Celis fue pasado al tribunal supremo de su partido.

## Historial electoral

### Elecciones municipales de 2000
- Elecciones municipales de 2000, Viña del Mar[8]

### Elecciones municipales de 2004
Elección de concejales 2004 Viña del Mar

### Elecciones municipales de 2008
- Elecciones municipales de 2008, para el concejo municipal de Viña del Mar [10]

### Elecciones municipales de 2012
- Elecciones municipales de 2012, para el concejo municipal de Viña del Mar [11]

Elección de concejales 2012 (Viña del Mar)

### Elecciones parlamentarias de 2017
- Elecciones parlamentarias de 2017, candidato a diputado por el distrito 7 (Algarrobo, Cartagena, Casablanca, Concón, El Quisco, El Tabo, Isla de Pascua, Juan Fernández, San Antonio, Santo Domingo, Valparaíso y Viña del Mar)[12]

### Elecciones parlamentarias de 2021
- Elecciones parlamentarias de 2021, candidato a diputado por el distrito 7 (Algarrobo, Cartagena, Casablanca, Concón, El Quisco, El Tabo, Isla de Pascua, Juan Fernández, San Antonio, Santo Domingo, Valparaíso y Viña del Mar)[3]